# Emily Hewson
Emily Hewson (31 juli 1982) is een tennisspeelster uit Australië.
Ze begon op negenjarige leeftijd met tennis.
In 2007 en 2008 speelde ze op de Australian Open dames-dubbel, dit waren haar enige grandslam-optredens.